# Damastes fasciolatus
Damastes fasciolatus là một loài nhện trong họ Sparassidae.
Loài này thuộc chi Damastes. Damastes fasciolatus được Eugène Simon miêu tả năm 1903.